# Mangere
Mangere – jedna z większych dzielnic podmiejskich Manukau w Nowej Zelandii. Według spisu z 2001 roku dzielnica liczyła 8202 mieszkańców. Dzielnica położona jest na płaskim terenie, na północnowschodnim wybrzeżu przy Manukau Harbour. Centrum Manukau znajduje się na północny zachód. Natomiast Auckland jest oddalone o około 15 km na północ. Tutaj zlokalizowany jest międzynarodowy Port lotniczy Auckland. 